# Centro Nacional de Arte Contemporáneo Cerrillos
El Centro Nacional de Arte Contemporáneo Cerrillos,  creado en septiembre de 2016 como museo de exposiciones modernas temporales y repositorio de obras de arte chilenas de 1967 en adelante; ocupa el antiguo edificio modernista del aeropuerto Los Cerrillos, en Santiago de Chile.

## Historia

### Controversia previa a la inauguración
La inauguración del Centro Nacional de Arte Contemporáneo Cerrillos (CNACC) fue precedida de una polémica en la prensa chilena, que recogió las opiniones de críticos de arte y expertos que consideraban que en lugar de abrir un museo más habría que aumentar el financiamento a los ya existentes, en primer lugar al de Bellas Artes, y consideraban que, además, doblaría la labor del Museo de Arte Contemporáneo de Santiago. Además, se señalaba que el nuevo espacio estaría alejado del centro artístisco de la ciudad. El principal opositor al CNAAC fue Justo Pastor Mellado, quien a su vez se convirtió en blanco de los dardos de artistas de izquierda que apoyaron el proyecto.
El ministro Ernesto Ottone minimizó las críticas y hubo artistas que salieron en defensa del proyecto. Así, el pintor Guillermo Núñez, Premio Nacional de Arte Plásticas 2007, criticó cómo los museos y los centros culturales han acogido la demanda de proyectos y señaló que el CNACC debe atender a los requerimientos de las nuevas generaciones de creadores. “Hoy existe una enorme cantidad de muchachos que salen de las escuelas de arte y que después no tienen posibilidad de mostrar su trabajo. Es muy complicado y esos son los que estudian, pero qué pasa con los que son autodidactas. Ellos tienen muy poca posibilidad de exhibir sus obras y eso me parece lamentable. Es muy dramático”, subrayó. Núñez agregó que el nuevo espacio podría hacerse cargo del legado de otros artistas: “Hace falta una institución que muestre lo que el país ha producido, por ejemplo, que exhiba la obra de los Premios Nacionales, porque nadie los conoce. El Estado nunca se ha preocupado de difundir sus obras”.
Roberto Farriol, director del Museo de Bellas Artes, señaló que "un problema que puede ser una oportunidad es justamente que esté descentrado del circuito cultural de Santiago. Apela a otro público y a otra mirada. Es decir, lo que puede ser complejo es el  cómo instauramos una forma de entender el arte contemporáneo en otros sectores, porque colocar un centro contemporáneo en una comuna A, B o C es hacerse cargo de la realidad del entorno, del contexto, de la distancia y de la historia. Hay que estar atento y dispuesto a trabajar con esta realidad". Sostuvo que un requisito clave de la futura administración será sortear la escasez de recursos. "Hay que ser muy creativo y esto también tiene que ver con la reinvención. Yo apelo a que cuando existen dificultades, los problemas son oportunidades".
También se criticó el enfoque de la iniciativa: Ottone declaró que el CNAC albergaría solo obras realizadas a partir del año 1967, fecha en que el edificio fue reemplazado por el Aeropuerto Internacional Arturo Merino Benítez, pero "artistas y gestores advirtieron que el año no representaba un hito para el área".
Como primera directora fue seleccionada, luego de un concurso, la gestora cultural Beatriz Salinas Marambio, quien asumió el cargo el 26 de mayo de 2017 después de cumplir lo compromisos que había contraído previamente en Londres.

### Edificio

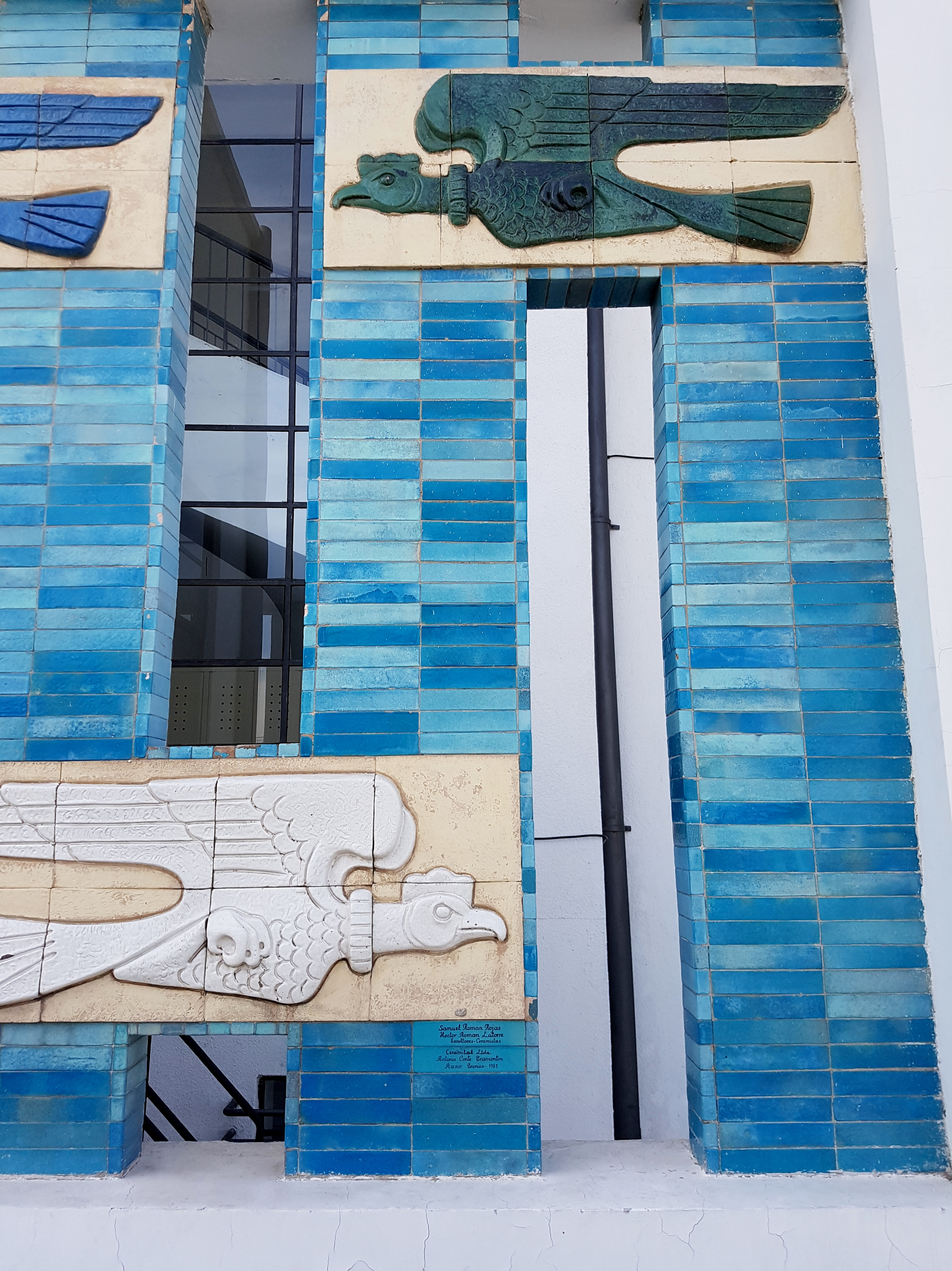
Detalle de Cóndores, mural de Samuel y Héctor Román.

El Centro Nacional de Arte Contemporáneo Cerrillos (CNACC) pasó a ocupar el remodelado edificio modernista que antes era el principal del aeropuerto Los Cerrillos. Fue inaugurado en 1934 y su construcción estuvo a cargo de los arquitectos Juan Mena y Adolfo Ruiz. En 1957 tuvo una primera remodelación —arquitecta Iris Valenzuela—, durante la cual los escultores Samuel Román y su hijo Héctor realizaron el mural Cóndores, que adorna su fachada y que también fue restaurado antes de la apertura del Centro. En 2013 los arquitectos Humberto Eliash, Sebastián Lambiasi y Tomás Westenenk realizaron otra remodelación; también hubo una en vísperas de inaugurar el CNACC así como en 2016 "para poner en valor su condición de edificio histórico".
El aeropuerto como tal había nacido en 1929, tres años antes de terminado su edificio principal, gracias a la donación hecha por el filántropo estadounidense Daniel Guggenheim, entre cuyos hermanos estaba Solomon, mecenas de las artes y primer presidente la Braden Copper Company. Daniel entregó medio millón de dólares mil dólares de la época para utilizar en la construcción de un aeródromo con el fin de desarrollar la aviación civil chilena, cosa que le interesaba a la familia Guggenheim por los negocios que tenían en el país.
En 1967, cuando Cerrillos fue reemplazado por Aeropuerto Internacional Arturo Merino Benítez, siguió funcionando como aeródromo hasta 2005, cuando pasó a depender del Servicio de Vivienda y Urbanización. Finalmente, en 2016 fue traspasado en comodato al Consejo Nacional de la Cultura y las Artes (CNCA).

## Misión y estructura

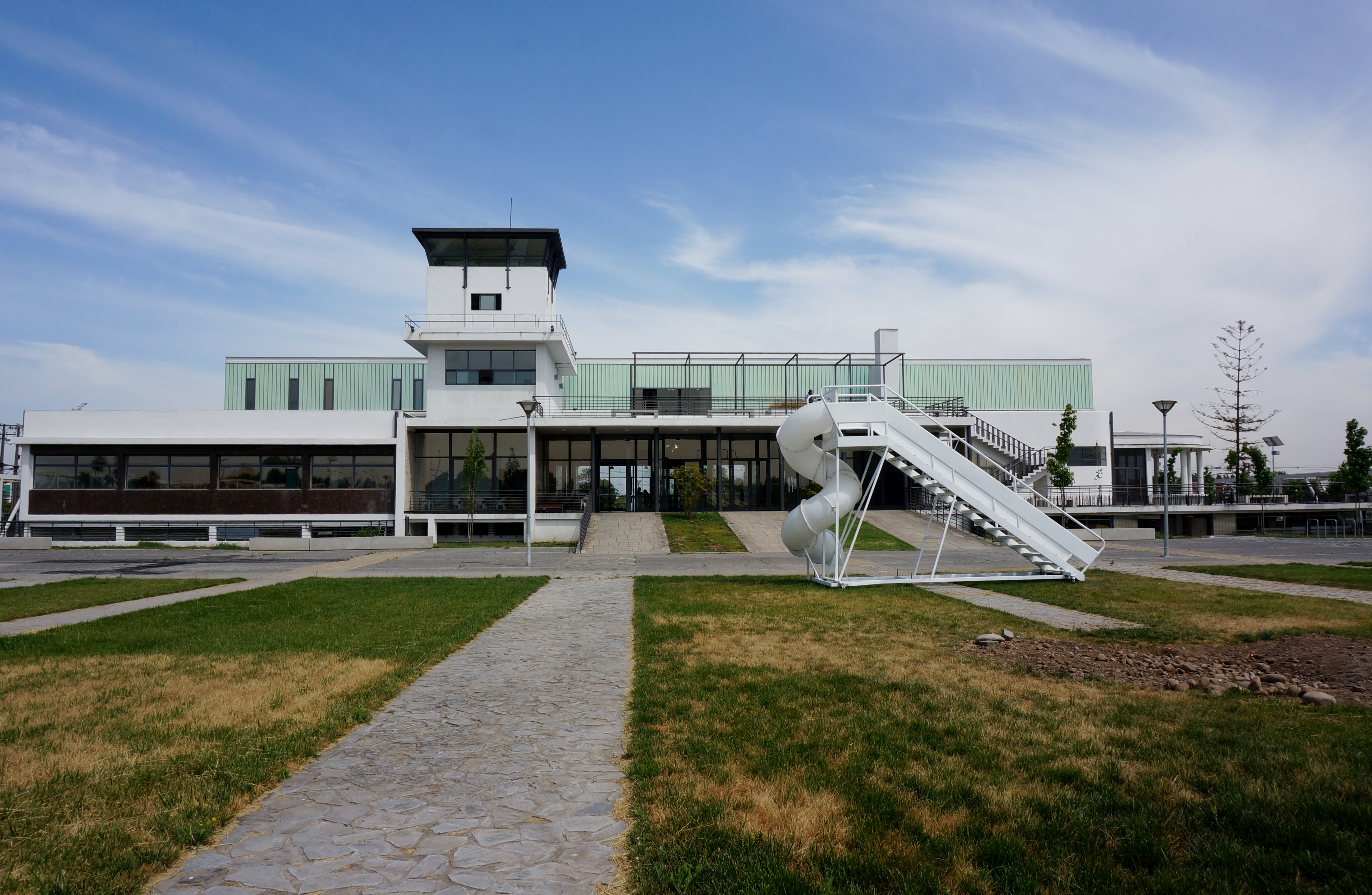
El edificio del CNAAC, visto desde las pistas

La misión del Centro Nacional de Arte Contemporáneo Cerrillos (CNACC) "es promover y estimular la creación, experimentación, reflexión y comprensión del arte contemporáneo chileno, en conexión con la escena latinoamericana, poniendo a disposición de la ciudadanía herramientas para su investigación, educación y difusión", se señala en el catálogo de Una imagen llamada palabra, la exposición que refleja 50 años de arte chileno (1967-2017) y que inauguró el nuevo espacio cultural el 22 de septiembre de 2016.
El CNACC cuenta con laboratorios de trabajo, sala de visionado de obras, exposiciones, biblioteca y depósitos especialmente acondicionados para conservar "diversos fondos y colecciones de arte contemporáneo en sus distintos lenguajes (fotografía, dibujo, pintura, escultura, video, instalación, etc.), todas producidas a partir del año 1967, fecha en que el aeropuerto de Cerrillos dejó de ser el principal de Chile. A nivel operativo, tiene seis áreas: Mediación, Documentación, Conservación, Investigación, Publicaciones y Proyectos de Exhibición".

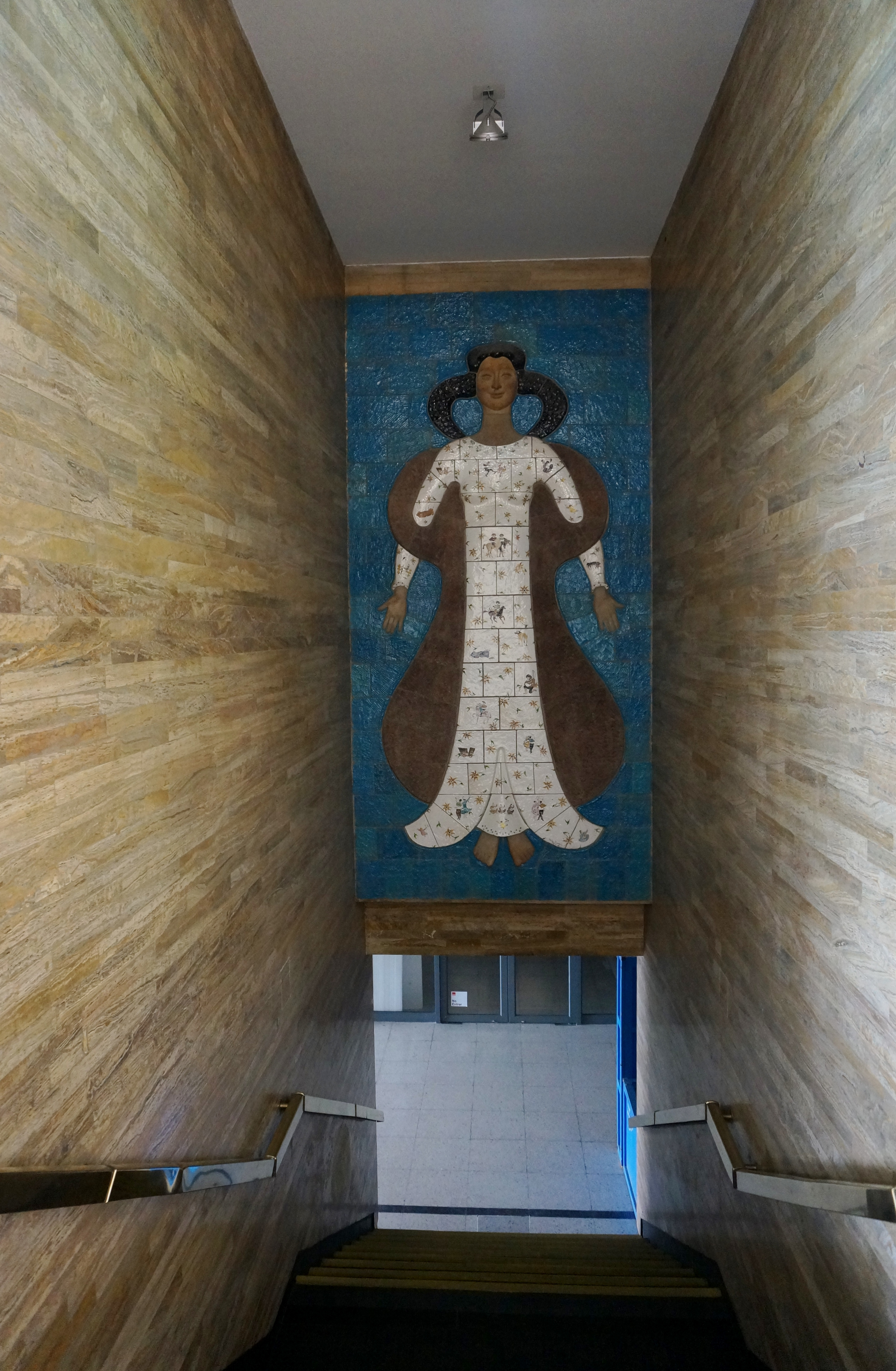
Escalera al subterráneo y mural de Héctor Román

El área de Conservación "es la encargada de adquirir o tomar en custodia colecciones de arte contemporáneo cuyas obras
hayan sido creadas desde 1967 en adelante. Se trata, en primer lugar, de obras que pertenecen a la colección del Consejo Nacional de la Cultura y las Artes, como también a coleccionistas privados que encomienden su custodia al Centro Nacional de Arte Contemporáneo, sin por ello perder su calidad de propietarios. Este material podrá ser exhibido a la comunidad, difundirse a nivel nacional e internacional y ser objeto de estudios e investigaciones".
La programación anual del centro se dividirá en cuatro períodos, coincidentes con las estaciones del año, los que a su vez combinarán tres ámbitos de exhibición: artistas internacionales, artistas nacionales y proyectos curatoriales de autor.
Con más de 4.000 metros cuadrados, el edificio se ha remodelado gracias a la gestión del Ministerio de Vivienda y Urbanismo, conservando su impronta modernista, "potenciando espacios flexibles, amplios y luminosos, acordes a la sensibilidad y el dinamismo del trabajo curatorial y artístico contemporáneo".
Su programa arquitectónico contempla, por etapas, la habilitación de salas de exhibición, biblioteca, centro de documentación, videoteca y archivo digital, laboratorios para la investigación y depósitos adecuados para la conservación de colecciones públicas y privadas de arte contemporáneo. "Se trata, sin lugar a dudas, del proyecto más innovador del Consejo Nacional de la Cultura y las Artes en materia de artes visuales. Es la creación de un espacio completamente estatal que se hará cargo de administrar parte del patrimonio artístico contemporáneo de Chile, y sus tareas serán coleccionar, catalogar, conservar, investigar, exponer y educar, con fuerte énfasis en los proyectos interdisciplinarios y multiculturales".

## Exposiciones
2016

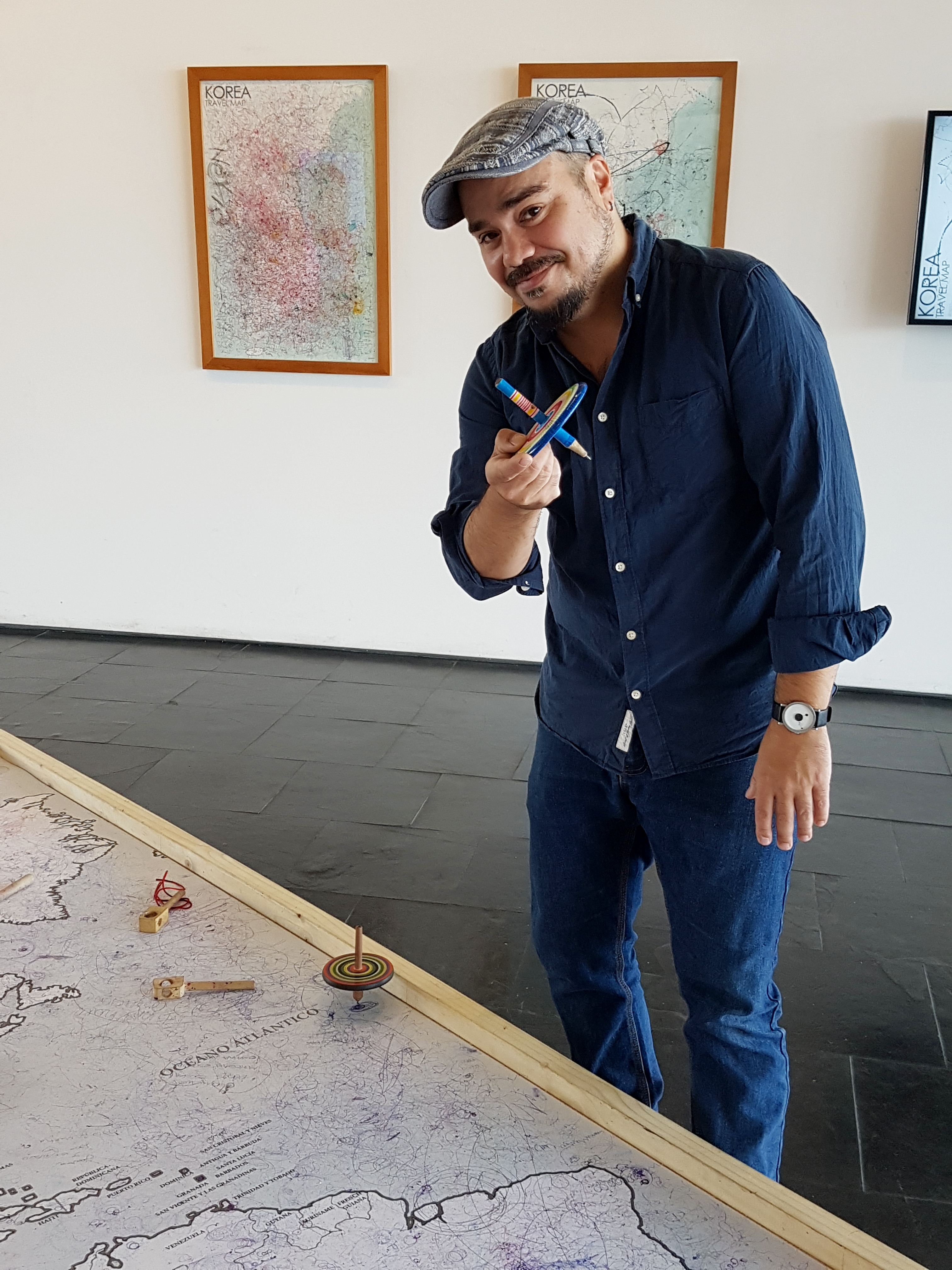
Corvalán-Pincheira durante los últimos preparativos de la muestra Trazo mutable

- Una imagen llamada palabra, muestra inaugural, con más de 50 obras que reflejan los últimos 50 años de arte contemporáneo en Chile; curada por Camilo Yáñez.

2017
- Lo que ha dejado huellas, 175 de la colección CNCA-Galería Gabriela Mistral; curada por la artista visual Magdalena Atria y Florencia Loewenthal, directora de la GGM; del 10 de junio al 7 de septiembre.
- Metáforas tectónicas, exhibición realizada en el marco de la 13.ª Bienal de Artes Mediales del 7 al 29 de octubre.
- Trazo mutable, de Máximo Corvalán-Pincheira, desde el 11 de noviembre de 2017 al 14 de enero de 2018; curada por Luz Muñoz.
- Estamos aquí, sobre la tierra y bajo el cielo, de Enrique Ramírez, desde el 11 de noviembre de 2017 al 14 de enero de 2018; con la curatoría de Luz Muñoz.